# Центрование
Центрование (центровые отверстия) — тип обработки центровочных отверстий в торцах заготовок для последующего базирования их в центрах и выполнения операций по механической обработке. В деталях типа валов часто выполняют центровые отверстия, которые используют для последующей токарной и шлифовальной обработки детали и для восстановления её в процессе эксплуатации. 

## Конфигурации центровых отверстий
1. Центровое отверстие, включающее коническую и цилиндрическую составляющие: конический угол отверстия подобен углу центров станка. Как правило, этот угол в 60 градусов, для крупных деталей возможны угловые значения в 75 и 90 градусов. Цилиндрическая часть фиксирует вершину центра и промасливает его смазкой, для снятия напряжения с кромочной поверхности, что обеспечивает надёжное выравнивание сверла относительно изготавливаемой детали;
2. Центровое отверстие с конусным предохранителем в 120°: допускает обработку торца и предохраняет от забоин основной конус. Такие центровые отверстия необходимы для обрабатывания деталей с большим количеством операций.
От точности центрования зависит качество обрабатывания поверхностей на всех этапах техпроцесса. Центрование осуществляется наборами свёрл и зенковок или комбинированными центровочными свёрлами, с одной либо одновременно с двух торцевых сторон.
При единичном изготовлении центрование заготовок осуществляют на токарных станках с базированием заготовки в патроне, а в крупносерийном и в серийном производстве — на горизонтальных и вертикальных сверлильных станках или специализированных центровальных станках (двух - или односторонних).

## Приёмы центрования
1. короткие детали после закрепления в патроне подвергаются торцевой обработке;
2. далее рассверливаются центровые отверстия;
В единичном производстве операция проходит в два этапа:
- сверление коротким сверлом малого диаметра;
- раззенковывание отверстия до нужного диаметра;

3. в серийном производстве используется особый центровочный инструмент, состоящий из конической зенковки на спиральном сверле. Ручная подача осуществляется посредством маховика задней станочной бабки.

## Особенности разметки центровых отверстий
- мелёные торцы заготовки делают заметными расположение центровых отверстий;
- использование разметочных инструментов: разметочного циркуля, разметочного центроискателя;
- определение положения центрового отверстия при помощи колокола — специального приспособления, керн которого от удара молотком намечает углубление центрового места.

## Причины скорого нагрева и износа центра вместе со стенками отверстия при центровании
- наличие центровых отверстий лишь конической формы;
- допущение углов конусных отверстий отличных от 60 градусам;
- относительное смещение осей заготовки и центрового отверстия;

Тщательная разметка заготовки для центровых отверстий помогает избежать брака во время дальнейшего процесса механической обработки детали.